# 杜官本
杜官本（1963年9月—），男，湖北潜江人，中国人造板领域专家，中国工程院院士，2007年起任西南林业大学副校长。

## 生平
1985年毕业于南京林学院（1985改称南京林业大学）人造板专业，获工学学士学位。毕业后分配至西南林学院工作（2009年改称西南林业大学）。1994年毕业于云南大学有机化学专业，获理学硕士学位。1998年毕业于南京林业大学木材加工与人造板工艺专业，获工学博士学位。1999年至2002年，担任西南林学院林业工程学院院长。1999年晋升教授。2002年至2004年，担任美国田纳西大学访问学者。2004年至2007年，西南林学院木质科学与装饰工程学院院长。2007年至今，担任西南林业大学副校长。2010年4月，当选国际木材科学院院士。
主要从事木材胶粘剂、木材化学改性及木质复合材料研究。2018年11月，作为第一完成人的“节能环保型连续平压刨花板制造成套技术及工业化”项目获得第九届梁希林业科学技术奖一等奖。2019年1月，作为第一完成人的“甲醛系列树脂人造板胶黏合剂合成与应用”项目获得教育部科学技术进步奖一等奖。2020年1月，作为第一完成人的“人造板连续平压生产线节能高效关键技术”项目获国家科学技术进步奖二等奖。
2000年，入选林业部“跨世纪学科带头人”。2001年，获“全国优秀教师”、“云南省农业科技先进工作者”荣誉称号。2002年，获“全国林业科技先进工作者”荣誉称号。2005年，获“云南省有突出贡献中青年专家”荣誉称号，享受国务院政府特殊津贴。2006年，入选教育部新世纪优秀人才支持计划。2016年，入选“云南省科技领军人才”、第三批“云岭学者”。2018年，获海峡两岸林业敬业奖励基金。2020年，获云南省高层次人才培养支持计划“人才培养激励”。

## 出版物
- 周晓剑; 杜官本. . 北京: 科学出版社. 2019. ISBN 978-7-03-060880-2.
- 徐开蒙; 杜官本. . 昆明: 云南科技出版社. 2020. ISBN 978-7-5587-3183-9.
- 杜官本. . 北京: 科学出版社. 2021. ISBN 978-7-03-067722-8.